# Paulínská rodina

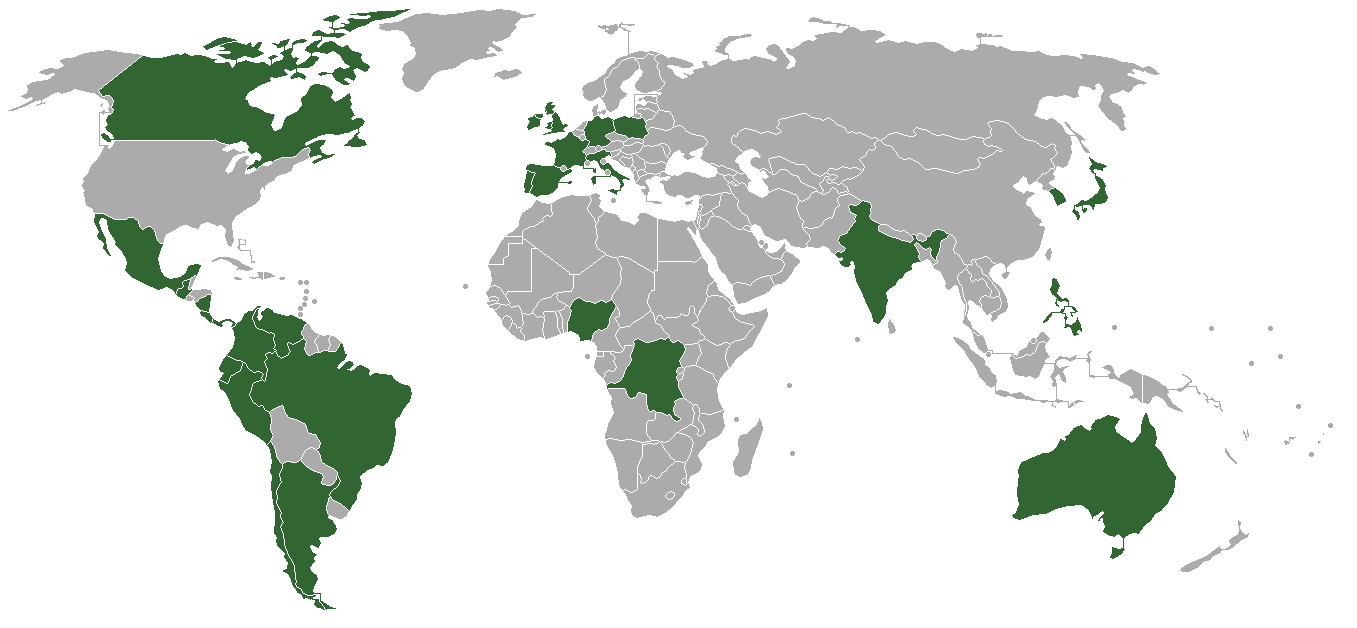
Působnost Paulínské rodiny ve světě

Paulínská rodina (italsky Famiglia Paolina) je římskokatolická kongregace 10 řádů a laických společenství, která byla založena blahoslaveným Jakubem Alberionem v roce 1914. Kongregace chová úctu zejména ke sv. Pavlovi, podle kterého je pojmenována. Dcery svatého Pavla, jedna z řeholních organizací spadajících pod Paulínskou rodinu, v Česku provozují nakladatelství Paulínky.

## Poslání
Posláním Paulínské rodiny je šířit znalost evangelia a lásky Krista všemi možnými způsoby moderních technologií. Obecněji pak zdůrazňovat duchovní potřeby moderního světa moderní cestou.

## Spiritualita
Základním bodem paulínské spirituality je uctívání Ježíše Krista, Božského Mistra, který je Cesta, Pravda a Život. Členové též ctí Pannu Marii Královnu apoštolů. Zdrojem inspirace je svatý Pavel.

## Členové
Světová Paulínská rodina se skládá z pěti řeholních kongregací, čtyř sekulárních institutů a jednoho laického sdružení:
- Společnost svatého Pavla (1914)
- Dcery svatého Pavla (1915)
- Sestry učednice Božského Mistra (1924)
- Sestry Ježíše, Dobrého pastýře (1938)
- Institut Marie Královny apoštolů (1959)
- Sekulární instituty (1960):
  - Institut Ježíše Kněze
  - Institut svatého archanděla Gabriela (pro muže)
  - Institut Zvěstování (pro ženy)
  - Institut Svaté rodiny (pro manželské páry)
- Sdružení paulínských spolupracovníků (1917)

## Erb
Erb Rodiny sv. Pavla navrhl Timotej Giaccardo 20. srpna 1964. Otec Alberione symboliku vysvětlil následovně:
- Hostie – Ježíš Kristus, Božský Mistr, který je Cesta, Pravda a Život. On je chlebem vezdejším, jenž nás živí, posiluje a posvěcuje. Narodili jsme se z Eucharistie.
- Kniha – Písmo svaté, každodenní četba všech paulínek a paulínů. Jsme povinni ho hlásat. Je podstatou celého našeho učení.
- Pero – První prostředek společné komunikace, symbolizuje všechny ostatní sdělovací prostředky.
- Nápis – Text v otevřené knize zní: Ut innotescat per Ecclesiam sapientia Dei. (Ef 3,10) To znamená, že jsme děti a pokorní služebníci Církve, která je strážkyní pravdy zjevené Bohem.
- Meč – Atribut apoštola Pavla. Připománá nám, že slovo Boží je meč, který odděluje člověka od ducha tohoto světa.
- Alba – Označuje symboly čtyř evangelistů: anděl (angelus), lev (leo), býk (bos), orel (aquila). Slovo Alba je též názvem města, kde Paulínská rodina vznikla.
- Gloria Deo, pax hominibus – Sláva Bohu, pokoj lidem. Slova shrnující smysl Ježíšova příchodu na svět. Paulínská rodina nemá jiný cíl.[2]
- Štít erbu – Znamená, že paulínky a pulíni mají pečovat o svého ducha, aby měli sílu plnit misi jim svěřenou. Všem připomínat, že Boží díla se dějí skrze lid Boží.

## Osobnosti
- ctihodný František Chiesa
- Giuseppe Francesco Re

Společnost svatého Pavla
- blahoslavený Jakub Alberione
- blahoslavený Timotej Giaccardo
- služebník Boží Maggiorino Vigolungo
- služebník Boží Ondřej Maria Borello
- Józef Alojzy Łabędź
- Gabriele Amorth

Dcery svatého Pavla
- ctihodná Tekla Merlo

Sestry učednice Božského Mistra
- ctihodná Scholastika Rivata

Institut Ježíše Kněze
- služebník Boží Nicola Riezzo
- Giuseppe Forlai

Sdružení paulínských spolupracovníků
- ctihodní Sergio a Domenica Bernardiniovi